# إدريس خباز
قرية إدريس خُباز وهي قرية تتبع مدينة التون كوبري اداريا ثم انتقلت الى ناحية الدبس في بداية سبعينات القرن الماضي ثم إلى ناحية يايجي بداية الثمانينات ثم إلى مركز قضاء كركوك بعد بضع سنوات وبعد سنة ٢٠٠٣ انتقلت الى ناحية الملتقى في محافظة كركوك شمال العراق. تشتهر بزراعة المحاصيل الاستراتيجيه مثل الحنطه والذره الصفراء وتربية المواشي وكانت تسمى قرية إدريس خلف قديما . سكانها من البوصبّاح اولاد جنديل ابن صبّاح . وفيها حقل نفط خباز . وارضها مملوكه لأهل القريه في التسجيل العقاري.